# Stig Blanck
Stig Anders Blanck, född 23 februari 1930, är en svensk tecknare och grafiker. Han är far till Maria Blanck.
Hans konst består av havets olika skiftningar och hästar med en dragning åt det abstrakta. Separat har han ställt ut på bland annat Galerie Æsthetica i Stockholm och på Lorensbergs konstsalonger i Göteborg samt medverkat i samlingsutställningarna Salong International d'Octobre på Galerie Vallombreuse i Biarritz, Frankrike, Tio Temperament på Nolhaga slott i Alingsås, Hästen i arbete och vila på Nässjö konstsalong. Han avporträtterade ett trettiotal hästar från Flyinge kungsgård som visades på Galleri Bengtsson i Stockholm 1980, han utförde i samråd med uppfödaren och Svenska Arabhästföreningen ett porträtt av Drottning Silvias arabsto Kadidja 1980 och har sedan 1982 utfört en ny originalteckning i varje utgåva av tidskriften Hästen. Som illustratör har han illustrerat Tre Tryckares faktaböcker Nautiskt Bildlexikon och Veteranbilar samt Bonniers antologi Alla mina hästar. Blank är representerad vid H.M. Konungens privata samling, 
Nordiska museet Värmlands län landsting, Älvsborgs läns landsting, Göteborg o Bohus läns landsting, Göteborgs kommun, Alingsås kommun, Mariestads kommun, Karlstads kommun, Kristinehamns kommun, Ludvika kommun, Motala kommun, Halmstads kommun, Vadstena kommun, Filipstads sparbank, Tidaholms sparbank, Sparbanken väst, Wermlandsbanken, Växjö stads konstklubb, Föreningsbanken, AB Svensk Fondförvaltningen i Stockholm, Kristinebergs Marinbiologiska Station, Stiftelsen Sjöstjärnan i Fiskebäckskil, Sahlgrenska Universitetssjukhuset i Göteborg, Astra Tech AB samt Nödinge kommun och Haldens kommun i Norge.